# 第91回天皇杯全日本サッカー選手権大会
第91回天皇杯全日本サッカー選手権大会（だい91かい てんのうはいぜんにほんサッカーせんしゅけんたいかい）は、2011年（平成23年）9月3日から2012年（平成24年）1月1日に開催された天皇杯全日本サッカー選手権大会である。
FC東京が初優勝を果たした。

## 概要
出場チームは前回大会と同じで88チーム。昨季に比べ日本プロサッカーリーグ（Jリーグ）の加盟数が1クラブ増えたため、日本フットボールリーグ（JFL）からの予選免除チームは3から2に減少した。
出場チームの選考条件や組み合わせなどは基本的には前回大会のフォーマットをほぼ踏襲しているが、2011年3月11日に発生した東日本大震災（東北地方太平洋沖地震）の影響で、2011年のサッカー界のスケジュールが大きく変更された影響を受け、いくつかの変更点が見受けられている。
- JFL上位チームの選考基準が「前期終了時点の上位チーム」から、「前期第7節から11試合終了時点での上位チーム」とされた。これは2011年のJFLのレギュレーションが大きく変更され、前期第1節から第6節が後期日程に組み込まれ第7節が開幕節となったこととソニー仙台FC（以下「ソニー」）が前期の参加を取りやめたことにより前期の参加チーム数が奇数となったことから、後期第1節開始時点で消化試合数がチーム間で異なるために調整が採られたものである。
- 宮城県予選として予定されていた「NHK杯・河北杯争奪第15回宮城県サッカー選手権大会」については、震災被害の影響もあり、4月25日の宮城県サッカー協会理事会で中止が決定した[1]。6月26日に行われた宮城県サッカー協会理事会において、同県のアマチュアチームで最も実績があり、前回大会代表でもあるソニーを宮城県代表として推薦することを決定。天皇杯実施委員会もこれを承認したことにより、6月30日にソニーが宮城県代表に決定した[2]。各都道府県代表が出場するようになった第76回大会以降、予選を行わずに都道府県代表が決定したのはこれが初めて。
- 試合方式発表の2011年5月26日時点で、福島県予選である「福島民報杯・NHK杯第16回福島県サッカー選手権大会」は決勝戦の日程が未定とされていた（後に他県同様の8月28日決勝の予定で予選開始[3]）。

日本サッカー協会が創立90周年を迎えるにあたり、今回から優勝チームにはイングランドサッカー協会 (FA) が戦前のモデルを復元して寄贈した「FAシルバーカップ」が贈呈された。
予選では、静岡県予選を兼ねて開催された「第16回スルガカップ争奪静岡県サッカー選手権大会」の決勝で、Jリーグ加盟クラブ以外で最多の出場回数を有するHonda FCが静岡産業大学に敗退。JFL枠での出場権も逃しており、連続出場記録が16年で止まった。
本大会では無風だった前回大会とはうって変わって波乱が相次ぎ、J2以下のクラブがベスト16に5チーム、ベスト8に3チーム、ベスト4に2チームが勝ち残り、決勝は史上初のJ2対決となった。

## 日程
日程については前回大会の日程からさらに見直しが行われ、前回は中1日だった1回戦と2回戦の間が1ヶ月ほど開けられることになった。これにより、2回戦から4回戦の日程が1ヶ月ずつ繰り下がって4回戦が12月第3週となり、4回戦以降の4試合を2週間で戦うことになった。
| 試合     | 開催日                           | 備考                                     |
| -------- | -------------------------------- | ---------------------------------------- |
| 1回戦    | 9月3日、4日、（7日、14日）       | 都道府県代表チーム、大学代表チームの参加 |
| 2回戦    | 10月8日、10日、（12日、11月9日） | J1、J2、JFL上位チームの参加              |
| 3回戦    | 11月16日                         |                                          |
| 4回戦    | 12月17日（21日）                 |                                          |
| 準々決勝 | 12月24日                         |                                          |
| 準決勝   | 12月29日                         |                                          |
| 決勝     | 1月1日                           |                                          |

1. 1 2  平成23年台風第12号に伴う試合延期によるもので、当初から計画されたものではない（当該節の記述を参照）。
2. ↑  2011Jリーグヤマザキナビスコカップ準々決勝（10月5日・9日）に進出したチームの試合が対象（8試合に適用）。
3. ↑  セレッソ大阪がAFCチャンピオンズリーグ2011準決勝（10月19日・26日）に進出した場合のマッチナンバー49が対象（ただし、C大阪が準々決勝で敗退したため適用なし）。
4. ↑  FIFAクラブワールドカップ2011に出場するチームの試合が対象（柏レイソルの試合に適用）。

## 出場チーム
Jリーグ加盟クラブが1チーム増加したことから、シード枠の配分が一部変更になっている。
なお、以下の「出場回数」についてはJFAの公式記録に基づくが、基本的には「前身となるチーム（クラブ化前の実業団チーム、など）からの通算回数」としている。ただし、一部に例外もある。

### J1リーグ
2011年のJ1リーグ参加の全18チーム。
| チーム                 | 出場回数       |
| ---------------------- | -------------- |
| ベガルタ仙台           | 17年連続18回目 |
| モンテディオ山形       | 16年連続20回目 |
| 鹿島アントラーズ       | 20年連続28回目 |
| 浦和レッドダイヤモンズ | 46年連続47回目 |
| 大宮アルディージャ     | 16年連続17回目 |
| 柏レイソル             | 17年連続44回目 |
| 川崎フロンターレ       | 17年連続28回目 |
| 横浜F・マリノス        | 33年連続34回目 |
| ヴァンフォーレ甲府     | 16年連続20回目 |

| チーム             | 出場回数       |
| ------------------ | -------------- |
| アルビレックス新潟 | 16年連続20回目 |
| 清水エスパルス     | 20年連続20回目 |
| ジュビロ磐田       | 32年連続35回目 |
| 名古屋グランパス   | 21年連続35回目 |
| ガンバ大阪         | 31年連続31回目 |
| セレッソ大阪       | 18年連続43回目 |
| ヴィッセル神戸     | 21年連続25回目 |
| サンフレッチェ広島 | 40年連続60回目 |
| アビスパ福岡       | 18年連続20回目 |

### J2リーグ
2011年のJ2リーグ参加の全20チーム（前回大会から1チーム増）。
| チーム                 | 出場回数       |
| ---------------------- | -------------- |
| コンサドーレ札幌       | 30年連続31回目 |
| 水戸ホーリーホック     | 16年連続16回目 |
| 栃木SC                 | 14年連続14回目 |
| ザスパ草津             | 9年連続9回目   |
| ジェフユナイテッド千葉 | 25年連続47回目 |
| FC東京                 | 18年連続18回目 |
| 東京ヴェルディ         | 36年連続37回目 |
| 横浜FC                 | 13年連続13回目 |
| 湘南ベルマーレ         | 40年連続40回目 |
| カターレ富山           | 4年連続4回目   |

| チーム             | 出場回数       |
| ------------------ | -------------- |
| FC岐阜             | 6年連続6回目   |
| 京都サンガF.C.     | 18年連続29回目 |
| ガイナーレ鳥取     | 12年連続14回目 |
| ファジアーノ岡山   | 4年連続4回目   |
| 徳島ヴォルティス   | 21年連続23回目 |
| 愛媛FC             | 13年連続13回目 |
| ギラヴァンツ北九州 | 4年連続4回目   |
| サガン鳥栖         | 18年連続20回目 |
| ロアッソ熊本       | 12年連続12回目 |
| 大分トリニータ     | 16年連続16回目 |

### JFL
第13回日本フットボールリーグの第7節から11試合終了時点での上位2チーム（前回大会から1チーム減）。
| チーム         | 出場回数      |
| -------------- | ------------- |
| FC琉球         | 2年連続5回目  |
| ホンダロックSC | 5年連続10回目 |

### 大学
第35回総理大臣杯全日本大学サッカートーナメント優勝校。
| チーム       | 出場回数      |
| ------------ | ------------- |
| 大阪体育大学 | 2年連続14回目 |

### 都道府県代表
都道府県予選を勝ち抜いた都道府県1チームずつの全47チーム。
| 都道府県 | チーム                         | 出場回数       |
| -------- | ------------------------------ | -------------- |
| 北海道   | 北海道教育大学岩見沢校         | 初出場         |
| 青森県   | 八戸大学                       | 2年ぶり9回目   |
| 岩手県   | グルージャ盛岡                 | 4年連続5回目   |
| 宮城県   | ソニー仙台FC                   | 6年連続14回目  |
| 秋田県   | ブラウブリッツ秋田             | 10年連続18回目 |
| 山形県   | 山形大学医学部                 | 初出場         |
| 福島県   | 福島ユナイテッドFC             | 4年連続4回目   |
| 茨城県   | 筑波大学                       | 4年ぶり25回目  |
| 栃木県   | 栃木ウーヴァFC                 | 2年連続4回目   |
| 群馬県   | アルテ高崎                     | 4年連続10回目  |
| 埼玉県   | 平成国際大学                   | 初出場         |
| 千葉県   | 柏レイソルU-18                 | 6年ぶり2回目   |
| 東京都   | FC町田ゼルビア                 | 2年連続2回目   |
| 神奈川県 | Y.S.C.C.                       | 2年連続4回目   |
| 山梨県   | 山梨学院大学附属高校           | 初出場         |
| 長野県   | 松本山雅FC                     | 4年連続6回目   |
| 新潟県   | JAPANサッカーカレッジ          | 3年連続11回目  |
| 富山県   | 富山新庄クラブ                 | 2年連続2回目   |
| 石川県   | ツエーゲン金沢                 | 5年連続8回目   |
| 福井県   | 丸岡フェニックスサッカークラブ | 4年ぶり2回目   |
| 静岡県   | 静岡産業大学                   | 8年ぶり3回目   |
| 愛知県   | 中京大学                       | 2年連続5回目   |
| 三重県   | FC鈴鹿ランポーレ               | 初出場         |
| 岐阜県   | FC岐阜SECOND                   | 4年連続4回目   |

| 都道府県 | チーム                   | 出場回数      |
| -------- | ------------------------ | ------------- |
| 滋賀県   | SAGAWA SHIGA FC          | 5年連続5回目  |
| 京都府   | 佐川印刷SC               | 5年連続8回目  |
| 大阪府   | 阪南大学                 | 3年ぶり11回目 |
| 兵庫県   | 三洋電機洲本             | 18年ぶり2回目 |
| 奈良県   | 奈良クラブ               | 3年連続3回目  |
| 和歌山県 | アルテリーヴォ和歌山     | 3年連続3回目  |
| 鳥取県   | 米子北高校               | 2年連続2回目  |
| 島根県   | デッツォーラ島根E.C      | 2年連続7回目  |
| 岡山県   | ファジアーノ岡山ネクスト | 初出場        |
| 広島県   | 広島経済大学             | 5年ぶり3回目  |
| 山口県   | レノファ山口FC           | 3年連続10回目 |
| 香川県   | カマタマーレ讃岐         | 7年連続13回目 |
| 徳島県   | 三洋電機徳島             | 6年ぶり4回目  |
| 愛媛県   | 愛媛FCしまなみ           | 3年連続3回目  |
| 高知県   | 高知大学                 | 9年連続16回目 |
| 福岡県   | 福岡大学                 | 2年ぶり26回目 |
| 佐賀県   | 佐賀LIXIL FC             | 3年ぶり6回目  |
| 長崎県   | V・ファーレン長崎        | 3年連続5回目  |
| 熊本県   | 熊本県教員蹴友団         | 初出場        |
| 大分県   | HOYO AC ELAN大分         | 2年連続2回目  |
| 宮崎県   | 宮崎産業経営大学         | 5年ぶり2回目  |
| 鹿児島県 | FC KAGOSHIMA             | 初出場        |
| 沖縄県   | 海邦銀行SC               | 11年ぶり3回目 |

出場回数に関する備考
1. ↑  合併前の（日産自動車サッカー部→）横浜マリノスからの通算回数であり、吸収合併した横浜フリューゲルスの出場回数（13回）を含まない。
2. ↑  前身であるアローズ北陸（10回出場）とYKK APサッカー部（11回出場）の出場回数はいずれも含まない。
3. ↑  前身の三菱化成黒崎サッカー部の出場回数（4回）を含まない。
4. ↑  事実上の前身である鳥栖フューチャーズ（5回）の出場回数を含む（なお、厳密には鳥栖フューチャーズとサガン鳥栖の間には組織としての連続性はない。当該項参照）。
5. ↑  前身である佐川急便東京SC（4回出場）と佐川急便大阪SC（1回出場）の出場回数はいずれも含まない。
6. ↑  前身である国見FC（1回出場）の出場回数は含まない。
7. ↑  前身の鹿屋体育大学クラブの出場回数（1回）を含まない。

## 試合結果

### 1回戦
9月3日から4日にかけて中国・四国地方に上陸した平成23年台風第12号の影響で、一部の試合日程が順延になっている。
| 2011年9月4日 #1 | FC鈴鹿ランポーレ | 1 - 0    | 中京大学 | 鈴鹿市                                                                        |
| 13:00           | 村田雅則 88分    | 公式記録 |          | 競技場: 鈴鹿スポーツガーデンサッカー・ラグビー場 観客数: 217人 主審: 藤田和也 |

| 2011年9月3日 #2 | 栃木ウーヴァFC | 1 - 0    | 柏レイソルU-18 | 栃木市                                                          |
| 13:00           | 若林学 48分    | 公式記録 |                | 競技場: 栃木市総合運動公園陸上競技場 観客数: 606人 主審: 細尾基 |

| 2011年9月3日 #3 | 山梨学院大学附属高校                     | 2 - 5    | FC町田ゼルビア                                                                   | 甲府市                                                  |
| 13:00           | - 萱沼優聖 10分 - 荒木克仁 90+3分 (pen.) | 公式記録 | - ドラガン・ディミッチ 3分 - 勝又慶典 24分, 43分 - 津田和樹 27分 - 太田康介 55分 | 競技場: 山梨中銀スタジアム 観客数: 740人 主審: 塚田健太 |

| 2011年9月14日 #4 | 米子北高校    | 1 - 3    | カマタマーレ讃岐                        | 鳥取市                                                        |
| 18:00            | 加藤潤也 46分 | 公式記録 | - 岡本秀雄 82分, 83分 - 天羽良輔 90+2分 | 競技場: とりぎんバードスタジアム 観客数: 558人 主審: 武部陽介 |

| 2011年9月4日 #5 | 富山新庄クラブ | 1 - 0    | JAPANサッカーカレッジ | 富山市                                                            |
| 15:00           | 石黒智久 75分  | 公式記録 |                       | 競技場: 富山県総合運動公園陸上競技場 観客数: 674人 主審: 竹田和雄 |

| 2011年9月3日 #6 | 松本山雅FC                            | 3 - 0    | 丸岡フェニックス | 松本市                                                              |
| 16:00           | - 須藤右介 39分 - 木島良輔 72分, 82分 | 公式記録 |                  | 競技場: 長野県松本平広域公園総合球技場 観客数: 3,325人 主審: 長谷拓 |

| 2011年9月4日 #7 | 筑波大学                     | 2 - 1    | 平成国際大学  | ひたちなか市                                                          |
| 13:00           | - 赤﨑秀平 6分 - 上村岬 81分 | 公式記録 | 小野宏太 25分 | 競技場: ひたちなか市総合運動公園陸上競技場 観客数: 554人 主審: 篠藤巧 |

| 2011年9月4日 #8 | ブラウブリッツ秋田 | 13 - 0   | 山形大学医学部 | 秋田市                                                            |
| 13:00           | - 三好洋央 13分 - 松田正俊 26分, 41分, 56分, 73分, 75分 - 今井大悟 30分, 53分 - 比嘉厚平 45+2分, 61分 - 川田和宏 73分 - 小澤竜己 80分 - 千野俊樹 90+3分 | 公式記録 |                | 競技場: 秋田市八橋運動公園陸上競技場 観客数: 473人 主審: 和角敏之 |

| 2011年9月4日 #9 | アルテリーヴォ和歌山 | 0 - 5    | 佐川印刷SC                                                            | 紀の川市                                                            |
| 13:00           |                      | 公式記録 | - 桜井正人 40分, 43分 - 大槻紘士 47分 - 平井晋太郎 68分 - 中筋誠 77分 | 競技場: 紀の川市桃源郷運動公園陸上競技場 観客数: 354人 主審: 赤阪修 |

| 2011年9月4日 #10 | アルテ高崎                     | 2 - 0    | Y.S.C.C. | 前橋市                                                                    |
| 13:00            | - 山田裕也 3分 - 伊藤和基 30分 | 公式記録 |          | 競技場: 群馬県立敷島公園サッカー・ラグビー場 観客数: 347人 主審: 大友一平 |

| 2011年9月3日 #11 | 福岡大学            | 2 - 0    | HOYO AC ELAN大分 | 福岡市                                                        |
| 13:00            | 石津大介 67分, 88分 | 公式記録 |                  | 競技場: レベルファイブスタジアム 観客数: 266人 主審: 榎本一慶 |

| 2011年9月4日 #12                                       | ファジアーノ岡山ネクスト           | 2 - 2 (延長) (5 - 3 PK戦)                   | レノファ山口FC                   | 岡山市                                                 |
| 14:00                                                  | - 岡崎和也 45+2分 - 小寺優輝 106分 | 公式記録                                    | - 中山元気 89分 - 中村優太 103分 | 競技場: kankoスタジアム 観客数: 1,487人 主審: 佐伯彰宣 |
|                                                        | PK戦                               |                                             |                                  |                                                        |
| - 角島康介 - 山本拓矢 - 西原誉志 - 金光栄大 - 坂本和哉 |                                    | - 碇野壱馬 - 伊藤博幹 - 鈴木修平 - 高田健吾 |                                  |                                                        |

| 2011年9月4日 #13 | 阪南大学 | 0 - 2    | SAGAWA SHIGA FC               | 高槻市                                                                |
| 13:00            |          | 公式記録 | - 高橋延仁 36分 - 40分 (o.g.) | 競技場: 高槻市萩谷総合運動公園サッカー場 観客数: 277人 主審: 山村将弘 |

| 2011年9月3日 #14 | FC KAGOSHIMA                                                                  | 5 - 0    | 佐賀LIXIL FC | 鹿児島市                                                      |
| 13:00            | - 谷口堅三 18分 - 田上裕 21分 - 茶園大貴 25分 - 船川和継 29分 - 前田将大 44分 | 公式記録 |              | 競技場: 鹿児島県立鴨池陸上競技場 観客数: 947人 主審: 佐藤誠和 |

| 2011年9月4日 #15 | 奈良クラブ      | 1 - 3    | 三洋電機洲本                                     | 橿原市                                                          |
| 13:00            | 橋垣戸光一 89分 | 公式記録 | - 稲垣侑也 8分 - 太田晃一 83分 - 井上裕介 90+3分 | 競技場: 奈良県立橿原公苑陸上競技場 観客数: 467人 主審: 森川浩次 |

| 2011年9月4日 #16 | 広島経済大学 | 0 - 5    | ツエーゲン金沢                                                    | 福山市                                                                |
| 15:00            |              | 公式記録 | - 平林輝良寛 28分, 32分, 90+3分 - 斉藤雄大 53分 - 本田真吾 90+1分 | 競技場: 福山市竹ヶ端運動公園陸上競技場 観客数: 561人 主審: 金次雄之介 |

| 2011年9月3日 #17 | 宮崎産業経営大学                                                            | 5 - 1    | 熊本県教員蹴友団     | 宮崎市                                                                |
| 13:00            | - 村山充 29分 - 45分 (o.g.) - 五領淳樹 69分 - 島屋八徳 84分 - 藤山由昴 85分 | 公式記録 | 増村孝弘 89分 (pen.) | 競技場: 宮崎市生目の杜運動公園陸上競技場 観客数: 568人 主審: 池内明彦 |

| 2011年9月4日 #18 | 海邦銀行SC | 0 - 1    | V・ファーレン長崎 | 沖縄市                                                  |
| 15:00            |            | 公式記録 | 岡村和哉 51分     | 競技場: 沖縄市陸上競技場 観客数: 1,076人 主審: 恩氏孝夫 |

| 2011年9月3日 #19                                       | 北海道教育大学岩見沢校 | 1 - 1 (延長) (5 - 4 PK戦)                          | 大阪体育大学  | 札幌市                                                  |
| 15:00                                                  | 阿部大翔 19分          | 公式記録                                           | 山本大稀 67分 | 競技場: 札幌厚別公園競技場 観客数: 243人 主審: 上田益也 |
|                                                        | PK戦                   |                                                    |               |                                                         |
| - 大西洋平 - 藤間俊弥 - 廣瀨拓哉 - 上原拓郎 - 内田圭祐 |                        | - 濱上孝次 - 菅原渉 - 皆口裕司 - 渡邉悠介 - 池永航 |               |                                                         |

| 2011年9月4日 #20 | グルージャ盛岡 | 0 - 2    | ソニー仙台FC                      | 盛岡市                                                |
| 13:00            |                | 公式記録 | - 麻生耕平 47分 - 森原慎之佑 82分 | 競技場: 盛岡南公園球技場 観客数: 444人 主審: 藤本啓太 |

| 2011年9月7日 #21 | 三洋電機徳島 | 0 - 4    | 高知大学                                                | 鳴門市                                                              |
| 14:00            |              | 公式記録 | - 福本圭 23分, 90+2分 - 渡部亮武 75分 - 竹内宏次朗 82分 | 競技場: 鳴門・大塚スポーツパーク球技場 観客数: 235人 主審: 小屋幸栄 |

| 2011年9月4日 #22 | FC岐阜SECOND                           | 2 - 1    | 静岡産業大学 | 岐阜市                                                                  |
| 13:00            | - 細野元伸 32分 (pen.) - 遠藤雄一 74分 | 公式記録 | 片山勇佑 6分 | 競技場: 岐阜メモリアルセンター長良川競技場 観客数: 353人 主審: 藤田稔人 |

| 2011年9月3日 #23 | 八戸大学                        | 2 - 6    | 福島ユナイテッドFC                                                        | 札幌市                                                   |
| 11:00            | - 川村隆之 69分 - 浜村康平 74分 | 公式記録 | - 伊藤卓也 47分 - 金功青 55分, 76分, 86分 - 清水純 57分 - 久野純弥 90+1分 | 競技場: 札幌厚別公園競技場 観客数: 60人 主審: 三上正一郎 |

| 2011年9月3日 #24 | デッツォーラ島根                                      | 5 - 2 (延長) | 愛媛FCしまなみ                           | 益田市                                                  |
| 15:00            | - 平田翔太 3分, 114分, 120+3分 - 空山浩輝 29分, 106分 | 公式記録     | - 北森陽介 40分 (pen.) - 柏木健太郎 43分 | 競技場: 島根県立サッカー場 観客数: 487人 主審: 清水修平 |

### 2回戦
| 2011年10月12日 #25 | 名古屋グランパス                                                                          | 6 - 0    | FC鈴鹿ランポーレ | 名古屋市                                          |
| 19:00              | - ブルザノビッチ 14分, 35分 - 橋本晃司 19分 - 新井辰也 42分 - 田中輝希 78分 - 88分 (o.g.) | 公式記録 |                  | 競技場: 名古屋市瑞穂公園陸上競技場 主審: 岡部拓人 |

| 2011年10月10日 #26 | FC岐阜 | 0 - 1    | ギラヴァンツ北九州 | 岐阜市                                                    |
| 13:00              |        | 公式記録 | 池元友樹 6分       | 競技場: 岐阜メモリアルセンター長良川競技場 主審: 河合英治 |

| 2011年10月8日 #27 | 柏レイソル                                   | 2 - 0    | 栃木ウーヴァFC | 柏市                                        |
| 13:00             | - 増嶋竜也 4分 - レアンドロ・ドミンゲス 59分 | 公式記録 |                | 競技場: 柏の葉公園総合競技場 主審: 岡部拓人 |

| 2011年10月8日 #28 | ヴァンフォーレ甲府                 | 2 - 1    | FC町田ゼルビア | 甲府市                                      |
| 15:00             | - 内山俊彦 6分 - パウリーニョ 36分 | 公式記録 | 鈴木崇文 51分  | 競技場: 山梨中銀スタジアム 主審: 福島孝一郎 |

| 2011年10月12日 #29 | 横浜F・マリノス                                   | 3 - 1    | カマタマーレ讃岐 | 横浜市                                      |
| 19:00              | - 兵藤慎剛 86分 - 谷口博之 88分 - 大黒将志 90+3分 | 公式記録 | 石田英之 78分    | 競技場: ニッパツ三ツ沢球技場 主審: 村上伸次 |

| 2011年10月8日 #30 | 栃木SC                        | 2 - 1    | ホンダロックSC | 宇都宮市                                      |
| 13:00             | - 崔根植 18分 - 河原和寿 70分 | 公式記録 | 前田悠佑 60分  | 競技場: 栃木県グリーンスタジアム 主審: 岡宏道 |

| 2011年10月12日 #31 | アルビレックス新潟                                                            | 5 - 0    | 富山新庄クラブ | 新潟市                                                |
| 19:00              | - ブルーノ・ロペス 17分 - 川又堅碁 21分, 76分 - 木暮郁哉 23分 - 内田潤 90+4分 | 公式記録 |                | 競技場: 東北電力ビッグスワンスタジアム 主審: 吉田寿光 |

| 2011年10月8日 #32 | 横浜FC | 0 - 2    | 松本山雅FC                             | 松本市                                                |
| 14:00             |        | 公式記録 | - 片山真人 53分 - 船山貴之 55分 (pen.) | 競技場: 長野県松本平広域公園総合球技場 主審: 飯田淳平 |

| 2011年10月12日 #33 | 鹿島アントラーズ                | 2 - 0    | 筑波大学 | 鹿嶋市                                                |
| 19:00              | - 田代有三 33分 - 大迫勇也 38分 | 公式記録 |          | 競技場: 茨城県立カシマサッカースタジアム 主審: 東城穣 |

| 2011年10月10日 #34                                     | カターレ富山                                      | 3 - 3 (延長) (4 - 2 PK戦)                 | サガン鳥栖                                        | 富山市                                            |
| 16:00                                                  | - 朝日大輔 45+1分 - 舩津徹也 48分 - 黒部光昭 83分 | 公式記録                                  | - 野田隆之介 21分 - 新居辰基 30分 - 山瀬幸宏 66分 | 競技場: 富山県総合運動公園陸上競技場 主審: 篠藤巧 |
|                                                        | PK戦                                              |                                           |                                                   |                                                   |
| - 朝日大輔 - 大西容平 - 黒部光昭 - 平野甲斐 - 谷田悠介 |                                                   | - 米田兼一郎 - 國吉貴博 - 金民友 - 池田圭 |                                                   |                                                   |

| 2011年10月8日 #35 | モンテディオ山形                | 2 - 0    | ブラウブリッツ秋田 | 天童市                                      |
| 13:00             | - 下村東美 23分 - 長谷川悠 38分 | 公式記録 |                    | 競技場: NDソフトスタジアム山形 主審: 東城穣 |

| 2011年10月10日 #36 | 京都サンガF.C.                                  | 3 - 0    | 佐川印刷SC | 京都市                                    |
| 13:00              | - 中村充孝 38分 - 宮吉拓実 58分 - 久保裕也 72分 | 公式記録 |            | 競技場: 京都市西京極競技場 主審: 野田祐樹 |

| 2011年10月8日 #37 | 川崎フロンターレ               | 2 - 1 (延長) | アルテ高崎    | 川崎市                                  |
| 15:00             | - 小林悠 61分 - 田坂祐介 105分 | 公式記録     | 土井良太 69分 | 競技場: 等々力陸上競技場 主審: 木村博之 |

| 2011年10月10日 #38 | 大分トリニータ | 1 - 0    | 徳島ヴォルティス | 大分市                                |
| 13:00              | 作田裕次 2分   | 公式記録 |                  | 競技場: 大分銀行ドーム 主審: 今村亮一 |

| 2011年10月10日 #39                          | 大宮アルディージャ | 1 - 1 (延長) (3 - 5 PK戦)                        | 福岡大学      | 熊谷市                                                |
| 13:00                                       | 上田康太 70分      | 公式記録                                         | 田中智大 72分 | 競技場: 熊谷スポーツ文化公園陸上競技場 主審: 井上知大 |
|                                             | PK戦               |                                                  |               |                                                       |
| - ラファエル - 渡邉大剛 - 東慶悟 - 藤本主税 |                    | - 鈴雄太 - 長谷慎司 - 田村友 - 岡田峻 - 黒木恭平 |               |                                                       |

| 2011年10月8日 #40 | 湘南ベルマーレ                | 2 - 1    | ファジアーノ岡山ネクスト | 平塚市                            |
| 13:00             | - 巻佑樹 53分 - 坂本紘司 77分 | 公式記録 | 竹内翼 40分              | 競技場: 平塚競技場 主審: 前田拓哉 |

| 2011年10月12日 #41 | ガンバ大阪                            | 2 - 0    | SAGAWA SHIGA FC | 吹田市                                |
| 19:00              | - 川西翔太 26分 - キム・スンヨン 47分 | 公式記録 |                 | 競技場: 万博記念競技場 主審: 木村博之 |

| 2011年10月8日 #42 | コンサドーレ札幌              | 2 - 3 (延長) | 水戸ホーリーホック                                     | 札幌市                                    |
| 13:00             | - 横野純貴 59分 - 榊翔太 85分 | 公式記録     | - 小澤司 58分 - ロメロ・フランク 88分 - 小池純輝 118分 | 競技場: 札幌厚別公園競技場 主審: 塚田智宏 |

| 2011年10月8日 #43 | FC東京                                                | 4 - 0    | FC KAGOSHIMA | 調布市                                  |
| 13:00             | - 谷澤達也 14分, 90分 - 森重真人 30分 - ルーカス 76分 | 公式記録 |              | 競技場: 味の素スタジアム 主審: 池内明彦 |

| 2011年10月10日 #44 | ヴィッセル神戸                                                                              | 8 - 0    | 三洋電機洲本 | 加古川市                                        |
| 13:00              | - 森岡亮太 22分, 32分, 46分 - 松岡亮輔 26分 - ポポ 31分, 55分 - 朴康造 58分 - ボッティ 68分 | 公式記録 |              | 競技場: 加古川運動公園陸上競技場 主審: 高山啓義 |

| 2011年10月8日 #45 | サンフレッチェ広島                                   | 4 - 2    | ツエーゲン金沢                  | 広島市                                                    |
| 15:00             | - 佐藤寿人 2分, 86分 - 横竹翔 30分 - 水本裕貴 45+2分 | 公式記録 | - 山根巌 15分 - 平林輝良寛 23分 | 競技場: コカ・コーラウエスト広島スタジアム 主審: 西村雄一 |

| 2011年10月8日 #46 | 愛媛FC                          | 2 - 0    | FC琉球 | 松山市                                      |
| 15:00             | - 池田昇平 27分 - 内田健太 71分 | 公式記録 |        | 競技場: ニンジニアスタジアム 主審: 小屋幸栄 |

| 2011年10月12日 #47 | 浦和レッズ                                                  | 4 - 1    | 宮崎産業経営大学 | さいたま市                                |
| 19:00              | - 14分 (o.g.) - マゾーラ 18分 - 原一樹 55分 - 高崎寛之 76分 | 公式記録 | 藤山由昴 10分    | 競技場: 埼玉スタジアム2002 主審: 今村義朗 |

| 2011年10月10日 #48 | 東京ヴェルディ                                                                                | 7 - 1    | V・ファーレン長崎 | 世田谷区                              |
| 13:00              | - マラニョン 22分, 57分 - 阿部拓馬 38分, 73分 - 土屋征夫 55分 - 菊岡拓朗 69分 - 小林祐希 71分 | 公式記録 | 岩間雄大 20分     | 競技場: 駒沢陸上競技場 主審: 大西弘幸 |

| 2011年10月12日 #49 | セレッソ大阪                                                                              | 6 - 0    | 北海道教育大学岩見沢校 | 大阪市                                      |
| 19:00              | - 24分 (o.g.) - ファビオ・ロペス 30分, 78分 - 杉本健勇 71分 - 小松塁 81分 - 大竹洋平 86分 | 公式記録 |                        | 競技場: キンチョウスタジアム 主審: 飯田淳平 |

| 2011年10月8日 #50 | ザスパ草津 | 0 - 1 (延長) | ファジアーノ岡山 | 前橋市                                        |
| 13:00             |            | 公式記録     | 仙石廉 107分     | 競技場: 正田醤油スタジアム群馬 主審: 窪田陽輔 |

| 2011年10月8日 #51 | ベガルタ仙台                                   | 2 - 1 (延長) | ソニー仙台FC  | 仙台市                                          |
| 15:00             | - 太田吉彰 74分 (pen.) - 武藤雄樹 114分 (pen.) | 公式記録     | 谷池洋平 79分 | 競技場: ユアテックスタジアム仙台 主審: 吉田哲朗 |

| 2011年10月8日 #52 | アビスパ福岡                                  | 3 - 0    | 高知大学 | 福山市                                                |
| 15:00             | - 中町公祐 14分 - 松浦拓弥 31分 - 高橋泰 64分 | 公式記録 |          | 競技場: 福山市竹ヶ端運動公園陸上競技場 主審: 小川直仁 |

| 2011年10月8日 #53 | 清水エスパルス                  | 2 - 0    | FC岐阜SECOND | 静岡市                                                  |
| 13:00             | - 竹内涼 44分 - 大前元紀 45+1分 | 公式記録 |              | 競技場: アウトソーシングスタジアム日本平 主審: 今村義朗 |

| 2011年10月10日 #54 | ガイナーレ鳥取                             | 3 - 0    | ロアッソ熊本 | 鳥取市                                        |
| 13:00              | - ハメド 8分 - 金善珉 75分 - 吉野智行 86分 | 公式記録 |              | 競技場: とりぎんバードスタジアム 主審: 廣瀬格 |

| 2011年10月12日 #55 | ジュビロ磐田              | 3 - 0    | 福島ユナイテッドFC | 磐田市                                  |
| 19:00              | 荒田智之 33分, 71分, 83分 | 公式記録 |                    | 競技場: ヤマハスタジアム 主審: 松村和彦 |

| 2011年10月10日 #56 | ジェフユナイテッド千葉 | 1 - 0    | デッツォーラ島根 | 千葉市                                    |
| 13:00              | 藤本修司 67分          | 公式記録 |                  | 競技場: フクダ電子アリーナ 主審: 山内宏志 |

### 3回戦
| 2011年11月16日 #57 | 名古屋グランパス | 1 - 0    | ギラヴァンツ北九州 | 名古屋市                                          |
| 19:00              | 小川佳純 57分    | 公式記録 |                    | 競技場: 名古屋市瑞穂公園陸上競技場 主審: 今村亮一 |

| 2011年11月16日 #58 | 柏レイソル                                                                                    | 6 - 1    | ヴァンフォーレ甲府 | 柏市                                    |
| 19:00              | - ジョルジ・ワグネル 10分 - 工藤壮人 26分 - 北嶋秀朗 29分 - 橋本和 37分 - 田中順也 67分, 80分 | 公式記録 | 養父雄仁 13分      | 競技場: 日立柏サッカー場 主審: 前田拓哉 |

| 2011年11月16日 #59 | 横浜F・マリノス                         | 3 - 0    | 栃木SC | 横浜市                                    |
| 19:00              | - 大黒将志 33分, 80分 - 中村俊輔 90+4分 | 公式記録 |        | 競技場: ニッパツ三ツ沢球技場 主審: 松尾一 |

| 2011年11月16日 #60 | アルビレックス新潟 | 0 - 1    | 松本山雅FC     | 新潟市                                                |
| 19:00              |                    | 公式記録 | 多々良敦斗 5分 | 競技場: 東北電力ビッグスワンスタジアム 主審: 岡部拓人 |

| 2011年11月16日 #61 | 鹿島アントラーズ                 | 2 - 1 (延長) | カターレ富山  | 鹿嶋市                                                  |
| 19:00              | - 興梠慎三 28分 - 野沢拓也 101分 | 公式記録     | 福田俊介 42分 | 競技場: 茨城県立カシマサッカースタジアム 主審: 吉田寿光 |

| 2011年11月16日 #62 | モンテディオ山形              | 2 - 3    | 京都サンガF.C.            | 天童市                                        |
| 19:00              | - 長谷川悠 7分 - 宮沢克行 9分 | 公式記録 | 宮吉拓実 15分, 44分, 48分 | 競技場: NDソフトスタジアム山形 主審: 木村博之 |

| 2011年11月16日 #63 | 川崎フロンターレ                                                     | 4 - 0    | 大分トリニータ | 川崎市                                  |
| 19:00              | - 小林悠 25分 - 田坂祐介 55分 - 楠神順平 77分 - 矢島卓郎 84分 (pen.) | 公式記録 |                | 競技場: 等々力陸上競技場 主審: 高山啓義 |

| 2011年11月16日 #64 | 福岡大学 | 0 - 3 (延長) | 湘南ベルマーレ                                           | さいたま市                                 |
| 19:00              |          | 公式記録     | - 大井健太郎 94分 - 高山薫 109分 - アジエル 117分 (pen.) | 競技場: NACK5スタジアム大宮 主審: 池内明彦 |

| 2011年11月16日 #65 | ガンバ大阪                              | 2 - 3 (延長) | 水戸ホーリーホック                            | 吹田市                                |
| 19:00              | - キム・スンヨン 40分 - 佐々木勇人 65分 | 公式記録     | - 小澤司 50分 - 鈴木隆行 76分 - 小池純輝 99分 | 競技場: 万博記念競技場 主審: 窪田陽輔 |

| 2011年11月16日 #66 | FC東京                             | 2 - 1 (延長) | ヴィッセル神戸 | 調布市                                  |
| 19:00              | - 高橋秀人 13分 - 森重真人 120+1分 | 公式記録     | 河本裕之 37分  | 競技場: 味の素スタジアム 主審: 扇谷健司 |

| 2011年11月16日 #67 | サンフレッチェ広島 | 0 - 1    | 愛媛FC        | 広島市                                  |
| 19:00              |                    | 公式記録 | 石井謙伍 86分 | 競技場: 広島ビッグアーチ 主審: 吉田哲朗 |

| 2011年11月16日 #68 | 浦和レッズ        | 2 - 1    | 東京ヴェルディ | さいたま市                                |
| 19:00              | 原一樹 56分, 86分 | 公式記録 | アポジ 64分    | 競技場: 埼玉スタジアム2002 主審: 村上伸次 |

| 2011年11月16日 #69 | セレッソ大阪                              | 3 - 0    | ファジアーノ岡山 | 大阪市                                      |
| 19:00              | - 播戸竜二 52分, 90+3分 - 杉本健勇 90+2分 | 公式記録 |                  | 競技場: キンチョウスタジアム 主審: 大西弘幸 |

| 2011年11月16日 #70 | ベガルタ仙台                          | 3 - 1    | アビスパ福岡  | 仙台市                                          |
| 19:00              | - 田村直也 18分, 22分 - 中島裕希 82分 | 公式記録 | 岡本英也 68分 | 競技場: ユアテックスタジアム仙台 主審: 井上知大 |

| 2011年11月16日 #71 | 清水エスパルス                                                                      | 5 - 0    | ガイナーレ鳥取 | 静岡市                                                |
| 19:00              | - 岩下敬輔 27分 - 高原直泰 45+3分 - 杉山浩太 70分 - 永井雄一郎 79分 - 山本真希 81分 | 公式記録 |                | 競技場: アウトソーシングスタジアム日本平 主審: 岡宏道 |

| 2011年11月16日 #72 | ジュビロ磐田 | 0 - 1    | ジェフユナイテッド千葉 | 磐田市                                    |
| 19:00              |              | 公式記録 | 米倉恒貴 67分          | 競技場: ヤマハスタジアム 主審: 福島孝一郎 |

### 4回戦
| 2011年12月21日 #73 | 名古屋グランパス                      | 3 - 3 (延長) (9 - 8 PK戦)                                                                                               | 柏レイソル                                                | 名古屋市                                      |
| 19:00 | - 永井謙佑 77分, 96分 - 増川隆洋 88分 | 公式記録 | レアンドロ・ドミンゲス 42分, 115分 (pen.) - 工藤壮人 66分 | 競技場: 名古屋市瑞穂陸上競技場 主審: 高山啓義 |
| | PK戦                                  | |                                                           |                                               |
| - 藤本淳吾 - 三都主アレサンドロ - 吉村圭司 - 金崎夢生 - 橋本晃司 - 永井謙佑 - 増川隆洋 - 千代反田充 - 楢﨑正剛 - ダニルソン |                                       | - レアンドロ・ドミンゲス - 澤昌克 - 大谷秀和 - 近藤直也 - 水野晃樹 - 工藤壮人 - 橋本和 - 増嶋竜也 - 北嶋秀朗 - 菅野孝憲 |                                                           |                                               |

| 2011年12月17日 #74 | 横浜F・マリノス                             | 4 - 0    | 松本山雅FC | 富山市                                              |
| 13:00              | - 小野裕二 28分, 73分, 75分 - 中村俊輔 87分 | 公式記録 |            | 競技場: 富山県総合運動公園陸上競技場 主審: 山本雄大 |

| 2011年12月17日 #75 | 鹿島アントラーズ | 0 - 1    | 京都サンガF.C. | 丸亀市                                  |
| 13:00              |                  | 公式記録 | 宮吉拓実 59分  | 競技場: 香川県立丸亀競技場 主審: 廣瀬格 |

| 2011年12月17日 #76 | 川崎フロンターレ | 0 - 1    | 湘南ベルマーレ | 川崎市                                |
| 17:00              |                  | 公式記録 | 高山薫 63分    | 競技場: 等々力陸上競技場 主審: 松尾一 |

| 2011年12月17日 #77 | 水戸ホーリーホック | 0 - 1    | FC東京     | 水戸市                                            |
| 13:00              |                    | 公式記録 | 8分 (o.g.) | 競技場: ケーズデンキスタジアム水戸 主審: 今村義朗 |

| 2011年12月17日 #78 | 愛媛FC          | 1 - 3    | 浦和レッズ                                                 | 熊谷市                                              |
| 15:00              | 福田健二 90+4分 | 公式記録 | - マルシオ・リシャルデス 9分 - 原一樹 38分 - 柏木陽介 77分 | 競技場: 熊谷スポーツ文化公園陸上競技場 主審: 東城穣 |

| 2011年12月17日 #79                                | セレッソ大阪   | 1 - 1 (延長) (4 - 2 PK戦)                   | ベガルタ仙台  | 大阪市                                      |
| 17:00                                             | 村田和哉 115分 | 公式記録                                    | 武藤雄樹 98分 | 競技場: キンチョウスタジアム 主審: 飯田淳平 |
|                                                   | PK戦           |                                             |               |                                             |
| - 清武弘嗣 - キム・ボギョン - 丸橋祐介 - 扇原貴宏 |                | - 鎌田次郎 - 赤嶺真吾 - 武藤雄樹 - 松下年宏 |               |                                             |

| 2011年12月17日 #80 | 清水エスパルス                  | 2 - 0    | ジェフユナイテッド千葉 | 静岡市                                                  |
| 15:00              | - アレックス 49分 - 伊藤翔 62分 | 公式記録 |                        | 競技場: アウトソーシングスタジアム日本平 主審: 木村博之 |

### 準々決勝
| 2011年12月24日 #81                                       | 名古屋グランパス | 0 - 0 (延長) (3 - 4 PK戦)                   | 横浜F・マリノス | 名古屋市                                                      |
| 13:01                                                    |                  | 公式記録                                    |                 | 競技場: 名古屋市瑞穂陸上競技場 観客数: 8,728人 主審: 飯田淳平 |
|                                                          | PK戦             |                                             |                 |                                                               |
| - 藤本淳吾 - 磯村亮太 - 小川佳純 - 吉村圭司 - ダニルソン |                  | - 中村俊輔 - 栗原勇蔵 - 小林祐三 - 金井貢史 |                 |                                                               |

| 2011年12月24日 #82 | 京都サンガF.C. | 1 - 0    | 湘南ベルマーレ | 川崎市                                                |
| 15:04              | ドゥトラ 40分  | 公式記録 |                | 競技場: 等々力陸上競技場 観客数: 4,251人 主審: 東城穣 |

| 2011年12月24日 #83 | FC東京        | 1 - 0    | 浦和レッズ | 熊谷市                                                                 |
| 13:04              | 石川直宏 20分 | 公式記録 |            | 競技場: 熊谷スポーツ文化公園陸上競技場 観客数: 11,612人 主審: 扇谷健司 |

| 2011年12月24日 #84                                                           | セレッソ大阪                          | 2 - 2 (延長) (6 - 5 PK戦)                                                    | 清水エスパルス                   | 大阪市                                                  |
| 13:00                                                                        | - キム・ボギョン 11分 - 清武弘嗣 93分 | 公式記録                                                                     | - 小野伸二 23分 - 高木俊幸 104分 | 競技場: 大阪長居スタジアム 観客数: 8,252人 主審: 松尾一 |
|                                                                              | PK戦                                  |                                                                              |                                  |                                                         |
| - 清武弘嗣 - キム・ボギョン - 倉田秋 - 丸橋祐介 - 播戸竜二 - 山口螢 - 小松塁 |                                       | - 大前元紀 - アレックス - 伊藤翔 - 岩下敬輔 - ボスナー - 高木俊幸 - 山本海人 |                                  |                                                         |

### 準決勝
| 2011年12月29日 #85 | 横浜F・マリノス                   | 2 - 4 (延長) | 京都サンガF.C.                                                    | 新宿区                                             |
| 15:05              | - 渡辺千真 42分 - 大黒将志 90+5分 | 公式記録     | - 工藤浩平 51分 - ドゥトラ 72分 - 久保裕也 116分 - 駒井善成 120分 | 競技場: 国立競技場 観客数: 14,467人 主審: 佐藤隆治 |

| 2011年12月29日 #86 | FC東京        | 1 - 0    | セレッソ大阪 | 大阪市                                                     |
| 13:05              | 谷澤達也 77分 | 公式記録 |              | 競技場: 大阪長居スタジアム 観客数: 11,982人 主審: 家本政明 |

### 決勝
決勝に勝ち上がったのは、モンテディオ山形・鹿島アントラーズ・横浜F・マリノスらを下し、第82回大会以来9年振りの賜杯を目指す京都サンガF.C.と、ヴィッセル神戸・浦和レッドダイヤモンズ・セレッソ大阪らを下し、東京ガス時代を含めて過去3度阻まれたベスト4の壁を初めてこじ開けたFC東京のJ2勢2チーム。Jリーグ2部制導入後、当該年度のJ1所属以外のチームが天皇杯決勝に勝ち残るのは初めてで、「最上位リーグ以外の下位リーグからの出場」に範囲を広げても1994年・第74回大会のセレッソ大阪（関西地区代表・（旧）JFL所属）以来17年振り。また、下位リーグ勢同士の決勝は天皇杯がオープントーナメントとなった1972年・第52回大会以降では初めてで、1982年・第62回大会のヤマハ発動機（東海地区代表・JSL2部所属）以来29年振りとなる「下位リーグ勢の優勝」が確定していた。この両チームは2010年シーズンに共にJ2降格となり、加えて京都の監督の大木武とFC東京の監督の大熊清は共に2010 FIFAワールドカップ日本代表のコーチングスタッフという因縁があった。
試合は序盤から攻守の切り替えの激しい展開となり、13分に京都FWドゥトラがドリブルで持ち込んだボールのこぼれ球をMF中山博貴が決めて京都が先制するも、その2分後にはFC東京が左CKからMF石川直宏の上げたクロスをMF今野泰幸が頭でたたき込んで同点に追いつく。その後も一進一退の攻防が続くが、36分にFC東京が得たFKのチャンスで、石川の流したボールをDF森重真人が無回転シュートを決めて逆転、42分にもFWルーカスが流し込んで追加点を挙げ、前半は3-1で折り返す。
後半、FC東京は相手にボールを持たせ、奪ってからのカウンターに戦術を切り替える。そのとおり、京都がボールキープ率を高め、ゴール前に攻め入る場面を再三作り出すも、大木が試合後に「自分たちが得点を決めたい4分の3のエリアのところでのクオリティの違いははっきりあった」と語った ように最後の最後で決めきれない状況が続き、逆に66分、カウンターからルーカスにこの日2点目を決められて3点差とされてしまう。その5分後には京都がFKから現役高校生FW久保裕也のヘディングシュートで1点を返すも、その後はFC東京の堅い守備に阻まれ追加点を挙げることが出来ず、FC東京が4-2で京都を下して初めての天皇杯を獲得した。
| 京都サンガF.C.                  | 2 - 4    | FC東京                                                |
| ------------------------------- | -------- | ----------------------------------------------------- |
| - 中山博貴 13分 - 久保裕也 71分 | 公式記録 | - 今野泰幸 15分 - 森重真人 36分 - ルーカス 42分, 66分 |

| GK     | 01 | 水谷雄一       |      |
| DF     | 18 | 加藤弘堅       | 76分 |
| DF     | 08 | 安藤淳         |      |
| DF     | 03 | 森下俊         |      |
| DF     | 16 | 福村貴幸       |      |
| MF     | 07 | チョン・ウヨン |      |
| MF     | 23 | 中村充孝       | 58分 |
| MF     | 20 | 工藤浩平       |      |
| MF     | 15 | 中山博貴       |      |
| FW     | 13 | 宮吉拓実       |      |
| FW     | 09 | ドゥトラ       | 54分 |
| 控え   |    |                |      |
| GK     | 21 | 守田達弥       |      |
| DF     | 26 | 下畠翔吾       | 76分 |
| DF     | 32 | 内野貴志       |      |
| MF     | 17 | 中村太亮       |      |
| MF     | 22 | 駒井善成       | 58分 |
| FW     | 28 | 金成勇         |      |
| FW     | 31 | 久保裕也       | 54分 |
| 監督   |    |                |      |
| 大木武 |    |                |      |

| GK     | 20 | 権田修一         |      |
| DF     | 02 | 徳永悠平         |      |
| DF     | 03 | 森重真人         |      |
| DF     | 06 | 今野泰幸         |      |
| DF     | 33 | 椋原健太         |      |
| MF     | 04 | 高橋秀人         |      |
| MF     | 10 | 梶山陽平         |      |
| MF     | 18 | 石川直宏         | 88分 |
| MF     | 39 | 谷澤達也         | 75分 |
| FW     | 22 | 羽生直剛         | 71分 |
| FW     | 49 | ルーカス         |      |
| 控え   |    |                  |      |
| GK     | 01 | 塩田仁史         |      |
| DF     | 14 | 中村北斗         | 88分 |
| MF     | 27 | 田邉草民         |      |
| MF     | 32 | 上里一将         |      |
| MF     | 35 | 下田光平         |      |
| FW     | 09 | ロベルト・セザー | 75分 |
| FW     | 11 | 鈴木達也         | 71分 |
| 監督   |    |                  |      |
| 大熊清 |    |                  |      |

### トーナメント表
|  | 4回戦                  | 4回戦           |                  |         | 準々決勝 | 準々決勝 |  |  | 準決勝 | 準決勝 |  |  | 決勝 | 決勝 |
|  |                        |                 |                  |         |          |          |  |  |        |        |  |  |      |      |
|  | 2011年12月21日         |                 |                  |         |          |          |  |  |        |        |  |  |      |      |
|  |                        |                 |                  |         |          |          |  |  |        |        |  |  |      |      |
|  | 名古屋グランパス       | 3 (PK9)         |                  |         |          |          |  |  |        |        |  |  |      |      |
|  | 名古屋グランパス       | 3 (PK9)         | 2011年12月24日   |         |          |          |  |  |        |        |  |  |      |      |
|  | 柏レイソル             | 3 (PK8)         |                  |         |          |          |  |  |        |        |  |  |      |      |
|  | 柏レイソル             | 3 (PK8)         | 名古屋グランパス | 0 (PK3) |          |          |  |  |        |        |  |  |      |      |
|  | 2011年12月17日         |                 | 名古屋グランパス | 0 (PK3) |          |          |  |  |        |        |  |  |      |      |
|  |                        | 横浜F・マリノス | 0 (PK4)          |         |          |          |  |  |        |        |  |  |      |      |
|  | 横浜F・マリノス        | 横浜F・マリノス | 0 (PK4)          | 4       |          |          |  |  |        |        |  |  |      |      |
|  | 横浜F・マリノス        |                 | 2011年12月29日   | 4       |          |          |  |  |        |        |  |  |      |      |
|  | 松本山雅FC             | 0               |                  |         |          |          |  |  |        |        |  |  |      |      |
|  | 松本山雅FC             | 0               | 横浜F・マリノス  | 2       |          |          |  |  |        |        |  |  |      |      |
|  | 2011年12月17日         |                 | 横浜F・マリノス  | 2       |          |          |  |  |        |        |  |  |      |      |
|  |                        | 京都サンガF.C.  | 4 (aet)          |         |          |          |  |  |        |        |  |  |      |      |
|  | 鹿島アントラーズ       | 京都サンガF.C.  | 4 (aet)          | 0       |          |          |  |  |        |        |  |  |      |      |
|  | 鹿島アントラーズ       | 2011年12月24日  |                  | 0       |          |          |  |  |        |        |  |  |      |      |
|  | 京都サンガF.C.         | 1               |                  |         |          |          |  |  |        |        |  |  |      |      |
|  | 京都サンガF.C.         | 1               | 京都サンガF.C.   | 1       |          |          |  |  |        |        |  |  |      |      |
|  | 2011年12月17日         |                 | 京都サンガF.C.   | 1       |          |          |  |  |        |        |  |  |      |      |
|  |                        | 湘南ベルマーレ  | 0                |         |          |          |  |  |        |        |  |  |      |      |
|  | 川崎フロンターレ       | 湘南ベルマーレ  | 0                | 0       |          |          |  |  |        |        |  |  |      |      |
|  | 川崎フロンターレ       |                 | 2012年1月1日     | 0       |          |          |  |  |        |        |  |  |      |      |
|  | 湘南ベルマーレ         | 1               |                  |         |          |          |  |  |        |        |  |  |      |      |
|  | 湘南ベルマーレ         | 1               | 京都サンガF.C.   | 2       |          |          |  |  |        |        |  |  |      |      |
|  | 2011年12月17日         |                 | 京都サンガF.C.   | 2       |          |          |  |  |        |        |  |  |      |      |
|  |                        | FC東京          | 4                |         |          |          |  |  |        |        |  |  |      |      |
|  | 水戸ホーリーホック     | FC東京          | 4                | 0       |          |          |  |  |        |        |  |  |      |      |
|  | 水戸ホーリーホック     | 2011年12月24日  |                  | 0       |          |          |  |  |        |        |  |  |      |      |
|  | FC東京                 | 1               |                  |         |          |          |  |  |        |        |  |  |      |      |
|  | FC東京                 | 1               | FC東京           | 1       |          |          |  |  |        |        |  |  |      |      |
|  | 2011年12月17日         |                 | FC東京           | 1       |          |          |  |  |        |        |  |  |      |      |
|  |                        | 浦和レッズ      | 0                |         |          |          |  |  |        |        |  |  |      |      |
|  | 愛媛FC                 | 浦和レッズ      | 0                | 1       |          |          |  |  |        |        |  |  |      |      |
|  | 愛媛FC                 |                 | 2011年12月29日   | 1       |          |          |  |  |        |        |  |  |      |      |
|  | 浦和レッズ             | 3               |                  |         |          |          |  |  |        |        |  |  |      |      |
|  | 浦和レッズ             | 3               | FC東京           | 1       |          |          |  |  |        |        |  |  |      |      |
|  | 2011年12月17日         |                 | FC東京           | 1       |          |          |  |  |        |        |  |  |      |      |
|  |                        | セレッソ大阪    | 0                |         |          |          |  |  |        |        |  |  |      |      |
|  | セレッソ大阪           | セレッソ大阪    | 0                | 1 (PK4) |          |          |  |  |        |        |  |  |      |      |
|  | セレッソ大阪           | 2011年12月24日  |                  | 1 (PK4) |          |          |  |  |        |        |  |  |      |      |
|  | ベガルタ仙台           | 1 (PK2)         |                  |         |          |          |  |  |        |        |  |  |      |      |
|  | ベガルタ仙台           | 1 (PK2)         | セレッソ大阪     | 2 (PK6) |          |          |  |  |        |        |  |  |      |      |
|  | 2011年12月17日         |                 | セレッソ大阪     | 2 (PK6) |          |          |  |  |        |        |  |  |      |      |
|  |                        | 清水エスパルス  | 2 (PK5)          |         |          |          |  |  |        |        |  |  |      |      |
|  | 清水エスパルス         | 清水エスパルス  | 2 (PK5)          | 2       |          |          |  |  |        |        |  |  |      |      |
|  | 清水エスパルス         |                 |                  | 2       |          |          |  |  |        |        |  |  |      |      |
|  | ジェフユナイテッド千葉 | 0               |                  |         |          |          |  |  |        |        |  |  |      |      |
|  | ジェフユナイテッド千葉 | 0               |                  |         |          |          |  |  |        |        |  |  |      |      |

### 試合日程・会場に関する備考
1. ↑  9月3日 13:00キックオフ予定から延期
2. 1 2  9月3日 15:00キックオフ予定から延期
3. ↑  9月3日 15:00キックオフ予定から延期
4. 1 2 3  9月3日 15:00キックオフ予定から延期、鳴門・大塚スポーツパークポカリスエットスタジアムから会場変更
5. ↑  当初は広島広域公園第一球技場での開催が予定されていたが、6月28日に会場変更となった。[4]
6. ↑  当初は柏の葉公園総合競技場での開催が予定されていたが、競技場のメンテナンスのため10月12日に会場変更となった。
7. 1 2  2011年のJ1を制した柏レイソルがFIFAクラブワールドカップ2011に出場するため、12月17日 13:00キックオフ予定から変更。

## 参考資料
- “第91回天皇杯全日本サッカー選手権大会 9月3日(土)全国各地で開幕！Jリーグ勢は2回戦より登場”. 日本サッカー協会 (2011年5月26日). 2011年5月31日閲覧。